# あこがれ (永田英二の曲)
「あこがれ」は、1969年8月10日に東芝レコードから発売された永田英二のデビューシングルである。

## 概要
ジャニーズ ソロデビュー第1号
キャッチフレーズは「ヤング・パワー No.1!!」
松山千春の1977年1月25日リリースの楽曲『初恋』の「〜〜〜知りました」という歌詞やメロディー構成が、『あこがれ』にそっくりだと言われている。
B面曲は、あおい輝彦の同名シングルとは全く別の曲。
2022年3月時点、未CD化。

## 収録曲
1. あこがれ [2:56]
作詞：片桐和子/作曲・編曲：鈴木邦彦
2. 二人の世界 [2:21]
作詞：片桐和子/作曲・編曲：鈴木邦彦